# Paul de la Cuesta
Paul de la Cuesta Esnal (San Sebastián, 28 novembre 1988) è un ex sciatore alpino spagnolo.

## Biografia

### Stagioni 2004-2012
Attivo in gare FIS dall'agosto del 2003, de la Cuesta ha fatto il suo esordio in Coppa Europa il 9 gennaio 2007 a Serre Chevalier in slalom gigante, senza completare la prova, e ai Campionati mondiali il mese successivo, anche se nella rassegna iridata di Åre non si è qualificato per la finale dello slalom gigante. Nel 2009 ha partecipato ai Mondiali di Val-d'Isère, dove si è classificato 46º nello slalom gigante e non ha completato la supercombinata, e ha esordito in Coppa del Mondo, il 25 ottobre a Sölden in slalom gigante, senza completare la prova.
Ai XXI Giochi olimpici invernali di Vancouver 2010, suo debutto olimpico, si è classificato 51º nella discesa libera, 35º nel supergigante e 32º nello slalom gigante; l'anno dopo ai Mondiali di Garmisch-Partenkirchen 2011 si è piazzato 37º nella discesa libera, 37º nello slalom gigante e non ha completato il supergigante.

### Stagioni 2013-2015
Il 29 dicembre 2012 ha colto a Bormio in discesa libera il suo miglior piazzamento in Coppa del Mondo (40º) e ai successivi Mondiali di Schladming 2013, sua ultima partecipazione iridata, è stato 33º nella discesa libera, 37º nel supergigante e 18º nella supercombinata. Ai XXII Giochi olimpici invernali di Soči 2014, sua ultima presenza olimpica, è stato 28º nella discesa libera, 36º nello slalom gigante, 22º nella supercombinata e non ha concluso il supergigante.
L'11 dicembre 2014 ha colto a Lake Louise in discesa libera il suo unico podio in Nor-Am Cup (3º) e il 28 dicembre successivo ha preso per l'ultima volta il via in una gara di Coppa del Mondo, la discesa libera di Santa Caterina Valfurva che non ha terminato; si è ritirato durante quella stessa stagione 2014-2015 e la sua ultima gara in carriera è stata la prova della discesa libera di Coppa del Mondo di Wengen, il 13 gennaio, non completata da de la Cuesta.

## Palmarès

### Coppa Europa
- Miglior piazzamento in classifica generale: 82º nel 2014

### Nor-Am Cup
- Miglior piazzamento in classifica generale: 51º nel 2015
- 1 podio:
  - 1 terzo posto

### Campionati spagnoli
- 11 medaglie:
  - 5 ori (supergigante, slalom gigante nel 2005; slalom gigante nel 2010; supergigante nel 2012; supergigante nel 2014)
  - 3 argenti (slalom gigante nel 2009; supergigante nel 2011; supergigante nel 2013)
  - 3 bronzi (supergigante, slalom speciale nel 2009; slalom gigante nel 2011)